# Elsewhere Entertainment
Elsewhere Entertainment é um estúdio de desenvolvimento de jogos eletrônicos fundado pela Activision em 2024. Está sediado em Varsóvia, na Polônia, com suporte adicional nos Estados Unidos. O estúdio foi criado com o objetivo de desenvolver uma nova franquia AAA focada em narrativa, voltada para redefinir o gênero com experiências de última geração.

## História
O estúdio foi anunciado oficialmente em 16 de maio de 2024. Segundo a empresa, o Elsewhere Entertainment foi fundado do zero como um estúdio principal e autônomo, com foco exclusivo na criação de uma nova propriedade intelectual (IP). O projeto ainda não foi revelado ao público, mas seu desenvolvimento já estaria em andamento desde julho de 2022.

## Equipe
A equipe do Elsewhere Entertainment é composta por desenvolvedores veteranos que trabalharam em jogos como The Last of Us, Uncharted, The Witcher, Cyberpunk 2077, Destiny, Far Cry e Tom Clancy’s The Division. Estima-se que aproximadamente 75% da equipe inicial veio da CD Projekt Red, estúdio polonês responsável por The Witcher e Cyberpunk 2077.

## Objetivos
O estúdio tem como missão “criar uma nova franquia AAA com narrativa rica, jogabilidade inovadora e experiências que superem as expectativas dos jogadores”. A Activision afirmou que o Elsewhere Entertainment continuará recrutando talentos da indústria para colaborar nesse projeto ambicioso.